# South Ronaldsay
South Ronaldsay (w języku staronordyjskim Rognvaldsey oznacza wyspę Rognvalda) – wyspa w archipelagu Orkadów w Szkocji. Liczy około 900 mieszkańców. Główną wsią położoną na wyspie jest St Margaret's Hope, która połączona z największą wyspą archipelagu (Mainland) drogą A961 biegnącą przez Bariery Churchilla.

## Geografia i geologia
Jest czwartą co do wielkości wyspą archipelagu Orkadów po Mainland, Hoy i Sanday.

## Historia
Najstarsze ślady osadnictwa pochodzą z datowanego III tysiąclecia p.n.e. Grobowca Orłów (ang. Tomb of the Eagles), gdzie znaleziono ponad 16 000 ludzkich i ponad 700 ptasich kości (głównie orłów Bielików).

## Galeria

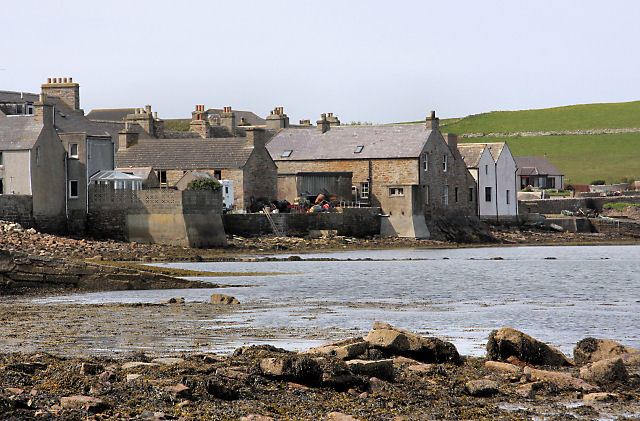
Widok na St Margaret's Hope
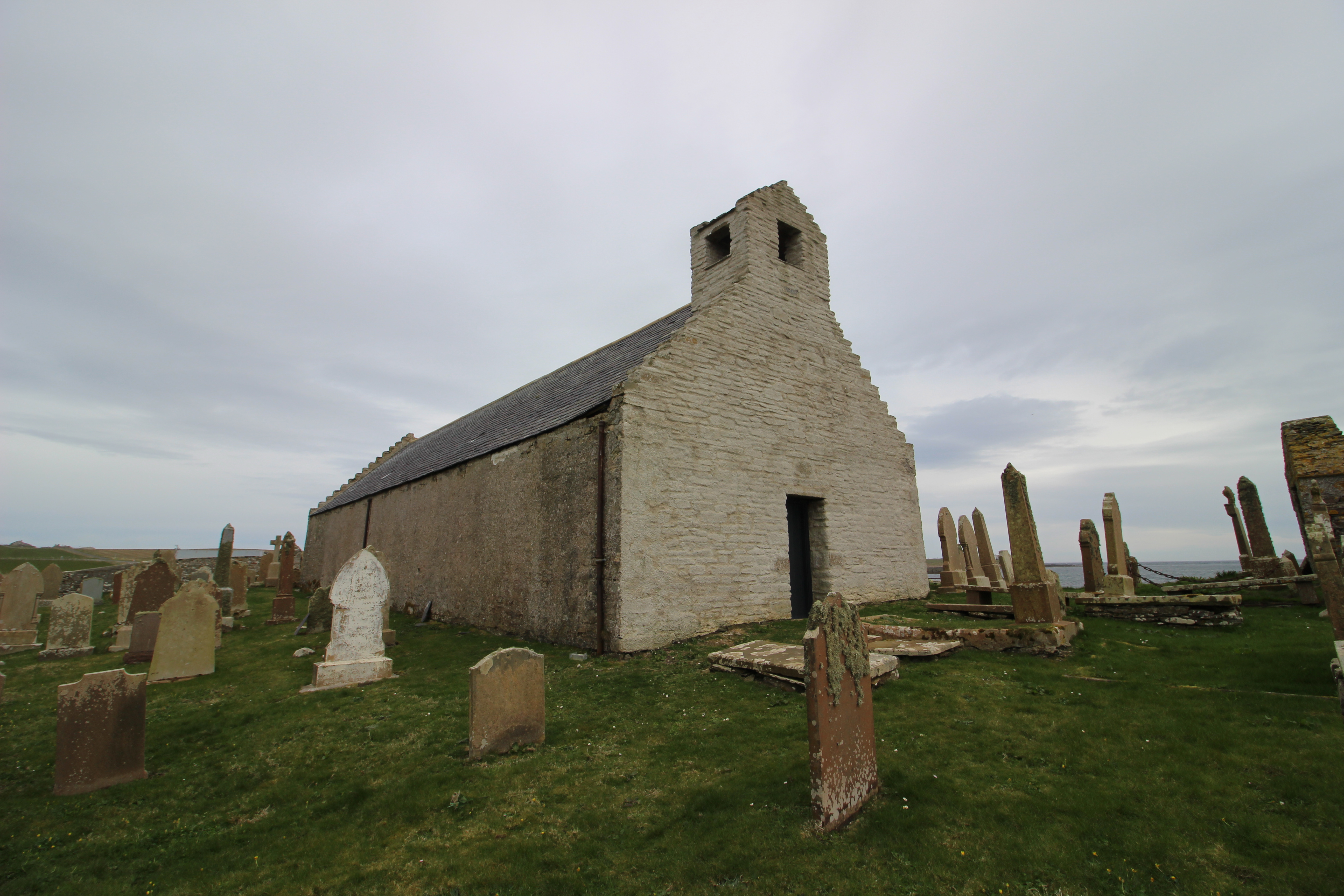
Kościół St Mary
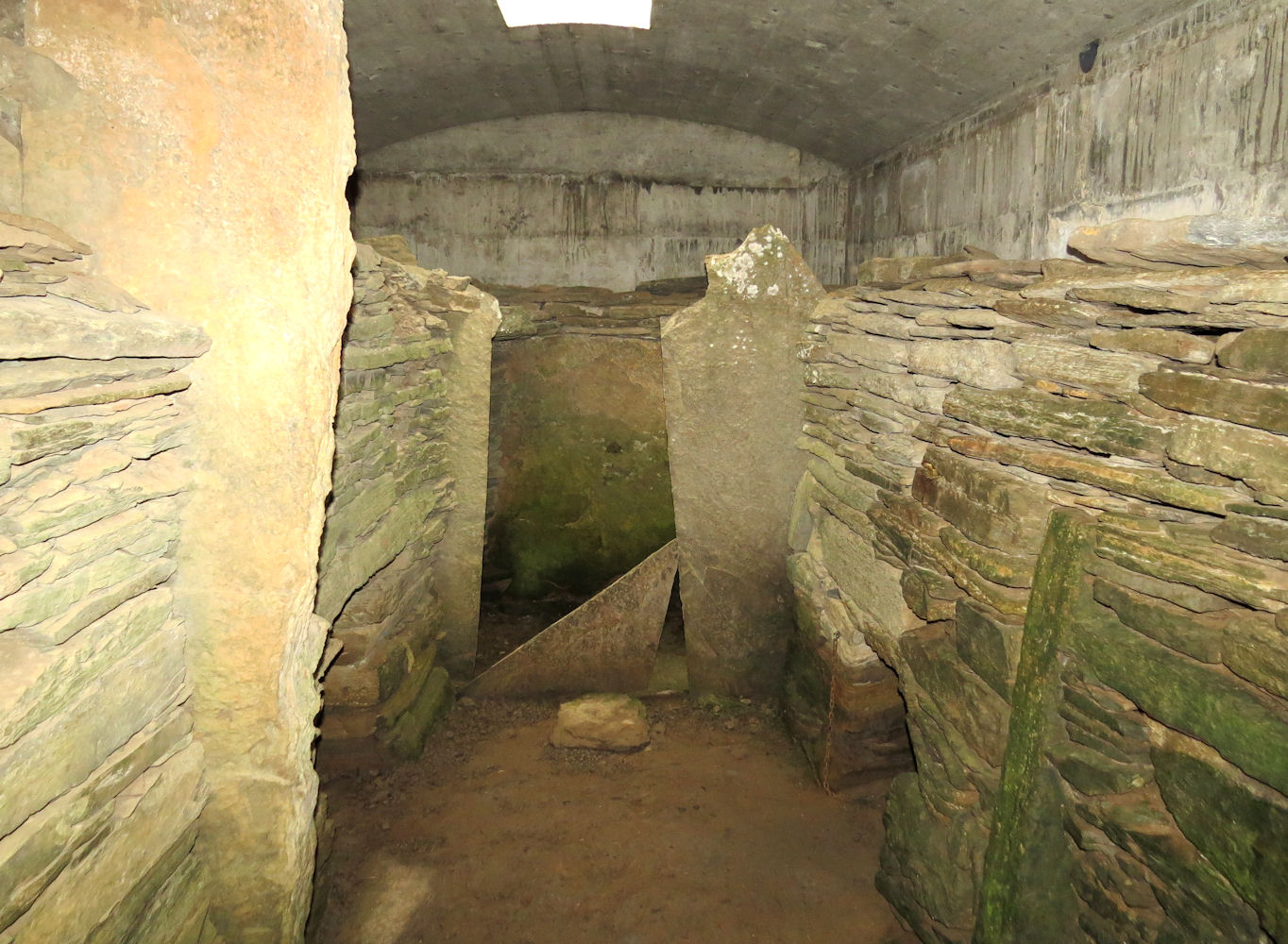
Wewnątrz Grobowca Orłów